# Springtown (Arkansas)
Springtown es un pueblo ubicado en el condado de Benton en el estado estadounidense de Arkansas. En el Censo de 2010 tenía una población de 87 habitantes y una densidad poblacional de 61,98 personas por km².

## Geografía
Springtown se encuentra ubicado en las coordenadas 36°15′37″N 94°25′26″O / 36.26028, -94.42389. Según la Oficina del Censo de los Estados Unidos, Springtown tiene una superficie total de 1.4 km², de la cual 1.4 km² corresponden a tierra firme y (0.18%) 0 km² es agua.

## Demografía
Según el censo de 2010, había 87 personas residiendo en Springtown. La densidad de población era de 61,98 hab./km². De los 87 habitantes, Springtown estaba compuesto por el 75.86% blancos, el 0% eran afroamericanos, el 13.79% eran amerindios, el 0% eran asiáticos, el 0% eran isleños del Pacífico, el 8.05% eran de otras razas y el 2.3% pertenecían a dos o más razas. Del total de la población el 12.64% eran hispanos o latinos de cualquier raza.